# Arnold Jay Levine
Arnold Jay Levine (Brooklyn, 30 de julho de 1939) é um biologista e oncologista estadunidense.

## Condecorações selecionadas
- 1991 Membro da Academia Nacional de Ciências dos Estados Unidos
- 1993 Prêmio Dr. Josef Steiner de Pesquisa do Câncer com David Philip Lane[2]
- 1998 Prêmio Louisa Gross Horwitz com Bert Vogelstein[3]
- 1998 Prêmio Paul Ehrlich e Ludwig Darmstaedter com David Philip Lane e Bert Vogelstein[4]
- 1999 Prêmio Charles S. Mott
- 2000 Prêmio de Medicina Keio
- 2001 Prêmio Centro Médico Albany (primeiro recipiente)[5]